# Benoît Poelvoorde
Benoît Poelvoorde (Namur, 22 de setembro de 1964) é um ator e humorista belga.